# Paty Díaz
Patricia Díaz  (San Luis Río Colorado, Sonora, 17 de marzo de 1974), más conocida como Paty Díaz, es una actriz y modelo mexicana.

## Biografía
Vivió desde su infancia en el pueblo de San Juan Ixtayopan, ubicado en la delegación Tláhuac, lugar de origen de su padre. Estuvo casada con el empresario Guillermo Piña, con quien tuvo un hijo en 1997. Aparte de formar parte del mundo del modelaje, se capacitó como actriz en Centro de Educación Artística. Inició su carrera como actriz en la telenovela La dueña, producida por Alfredo González Fernández y Florinda Meza.

## Trayectoria

### Telenovelas
- Me atrevo a amarte (2025) - Carmen García[1]
- Nadie como tú (2023-2024) - Eréndira Santana García[2]
- Soltero con hijas[3] (2019-2020) - Leona Lenteja[4]
- Por amar sin ley[3] (2018) - Sara Hernández
- Mi adorable maldición (2017) - Brígida Sánchez Vda. de Johnsson de Almada
- Lo imperdonable[3] (2015) - Raymunda Álvarez de Arroyo
- Que bonito amor[3] (2012-2013) - Mirna Reynoso
- La que no podía amar (2011) - Macaria Hernández
- Los Exitosos Pérez (2009) - Amanda Olivera
- En nombre del amor[3] (2008-2009) - Natalia Ugarte de Iparraguirre
- Mundo de fieras (2006-2007) - Belén
- Barrera de amor (2005-2006) - Nuria de Romero
- Rubí[3] (2004) - Cristina Pérez Ochoa
- Salomé (2001-2002) - Martha de Sánchez
- Carita de ángel (2000) - Hermana Clementina
- Ramona (2000) - Carmen
- Alma rebelde (1999) - Felicia
- Rosalinda (1999) - Clara Martínez "Clarita"
- Gotita de amor (1998) - Lorena Santander
- Más allá de... La usurpadora (1998) - Lalita
- La usurpadora[3] (1998) - Lalita
- Luz Clarita (1996-1997) - Natalia Valderrama
- La dueña[3] (1995) - Blanca "Blanquita" López

### Programas
- Esta historia me suena (2022) - Dilma Ríos[5]
- Por siempre Joan Sebastian[3] (2016) - Ofelia de Figueroa
- Como dice el dicho (2014-2015) - Mirna / Elena
- S.O.S.: Sexo y otros secretos[3] (2007) - Marcia
- Mujer, casos de la vida real (1996-2003)

### Cine
- Prax: un niño especial[3] (2014) - Silvia
- Los fabulosos 7[3] (2013) - Claudia